# Циммерман, Карл
Карл Кларк Циммерман (англ. Carle Clark Zimmerman, 10 апреля 1897, Касс, Миссури — 7 февраля 1983) — американский социолог и первый член факультета социологии Гарвардского университета.